# 嚢
『嚢』（ふくろ）は、手塚治虫による日本の短編漫画。ホラー色が加味されたミステリー調の話で、『漫画サンデー』（実業之日本社）1968年5月10日増刊号に掲載された。

## あらすじ
予期せぬ雨に見舞われたある日、主人公の青年は“綾野リカ”と名乗る少女と出会う。雨宿りするために入った喫茶店で、話し込むうちに意気投合した2人は再び会う約束をする。それから2人の付き合いが始まり次第に交際が深まってゆく。
とうとう結婚を決意した主人公は結婚の許可をもらうためにリカの家を訪ねるが、応対した母親は「うちには“マリ”という娘はいるが、“リカ”などという娘はいない」と怪訝そうに答える。マリという姉がいることはリカ自身から聞いていたものの、わけがわからずに主人公は混乱する。会わせてもらったマリは同一人物としか思えないほどリカにそっくりだったが、性格はまるで異なっていた。マリは6月20日に病院に入院して精密検査を受けるという。6月20日といえば、リカがなぜかとてもその日を気にしていたことを主人公は思い出す。気になった主人公はマリの担当の医師を訪ねる。実は本人には直前まで知らせないが、マリは嚢腫の摘出手術を受ける予定だと医師は告げる。
前日の19日になって突然リカが主人公の前に現われる。主人公は姉のことを問い詰めるが、リカは答えようとしない。マリのことは何も言おうとせず、「会えるのはこれが最後」「自分は遠いところへ行ってしまう」とだけ話し、「できれば明日、病院へ来て欲しい。自分も行く」と言い残して姿を消す。
6月20日、リカに言われたとおり主人公は病院に赴く。マリの手術は何事もなく平穏に終わる。マリの体に入っていたものは畸形嚢腫であると、医師は主人公に説明する。畸形嚢腫は双子で生まれるはずだった子供の片方が成長しそこなって、バラバラになったままもう片方の子供の体内に入って一緒に生まれてしまい、そのまま嚢腫となるものである。普通、子供の歯のかけらや髪の毛、手足などが入っているものだが、マリの嚢腫の中には非常に珍しいことに脳みそが丸々一人分入っていた。つまり双子として生まれるはずだった片割れが脳だけ成長してマリの体内にいたのだった。長年嚢腫の標本を見てきたが、あんなものは見たことがないと医師は感慨深げに語る。
「脳みそは腹の中で生きていた…ってわけです。マリさんはふたつの脳を持って…どういう生活をしていたんですかねえ…」
医師にせがんで摘出された畸形嚢腫を見せてもらった主人公は、「リカ!」と呻いて大粒の涙を流すのだった。

## 単行本
- 手塚治虫漫画全集（講談社）『時計仕掛けのりんご』に収録